# Chase the Chance
Chase the Chance – drugi singel Namie Amuro w wytwórni avex trax oraz czwarty w jej karierze. Podczas dwudziestu tygodni trwania rankingu Oricon sprzedano 1 361 710 kopii. Jest to pierwszy singel Amuro z ponad milionem sprzedanych egzemplarzy. Znalazł się na #10. miejscu najlepiej sprzedających się singli 1995 roku w Japonii. 31 grudnia Namie Amuro po raz pierwszy wystąpiła na żywo na Kōhaku Uta Gassen. Utwór Chase the Chance znalazł się na ścieżce dźwiękowej do serialu The Chef.

## Lista utworów
| 1. | Chase the Chance                         | 4:25  |
|    |                                          |       |
| 2. | Chase the Chance (Trip Club Mix)         | 5:30  |
|    |                                          |       |
| 3. | Chase the Chance (G.Wright Jungle Mix)   | 6:43  |
|    |                                          |       |
| 4. | Chase the Chance (wersja instrumentalna) | 4:22  |
|    |                                          |       |
|    |                                          | 21:00 |
|    |                                          |       |

## Wystąpienia na żywo
- 31 grudnia 1995 – Kōhaku Uta Gassen

## Produkcja
- Producenci – Tetsuya Komuro
- Aranżacja – Tetsuya Komuro
- Miksowanie – Gary Thomas Wright
- Autorzy tekstów piosenek - Tetsuya Komuro, Takahiro Maeda

## Oricon
| Diagram                                                    | Pozycja |
| ---------------------------------------------------------- | ------- |
| Dzienny diagram Oricon (w pierwszym dniu sprzedaży)        | #1      |
| Tygodniowy diagram Oricon (w pierwszym tygodniu sprzedaży) | #1      |
| Miesięczny diagram Oricon (w pierwszym miesiącu sprzedaży) | #2      |
| Roczny diagram Oricon                                      | #10     |